# 高桥隆大
高桥隆大（2004年10月30日—）是京都府出身的职业足球选手，现效力于日職球队大阪飛腳。

## 经历
高桥隆大出身于京都府。由于母亲工作的原因，年幼的高桥隆大曾跟随父母来到台湾，加入当地的Inter Taipei足球俱乐部，并随队征战雅马哈杯。小六时，高桥隆大转回日本就读。
中學时期，高桥帮助大阪飛腳U15夺冠，并入选日本U16国家队。
高校时期，高桥进入足球名校静冈学园就读，并在一年级时就获得首发机会。
2022年，高桥获得日職球队大阪飛腳内定。

## 国家队经历
- 2022年：U-17日本高校选拔
- 2021年：U-17日本国家队候补
- 2020年：U-16日本国家队[3]